# Poa arctica ssp. caespitans
Poa arctica ssp. caespitans là một phân loài cỏ trong họ hòa thảo, thuộc chi poa.